# 大久保忠卿
大久保 忠卿（おおくぼ ただあき、延享3年5月19日（1746年7月7日） - 明和6年2月10日（1769年3月17日））は、江戸時代中期の大名。下野烏山藩3代藩主。烏山藩大久保家4代。
2代藩主大久保忠胤の次男。母は奥崎氏。正室は本多正珍の娘。官位は従五位下山城守。
生年は寛保3年（1743年）とも。宝暦9年（1759年）、父の隠居に伴い家督を相続する。明和6年（1769年）、父に先立って24歳で死去した。嗣子がなかったため、弟の忠喜が跡を継いだ。墓所は東京都世田谷区太子堂の教学院。

## 系譜
父母
- 大久保忠胤（父）
- 奥崎氏 ー 側室（母）

正室
- 本多正珍の娘

養子
- 大久保忠喜 ー 実弟